# 拉包圣安德拉什
拉包圣安德拉什（匈牙利語：Rábaszentandrás）是匈牙利杰尔-莫雄-肖普朗州所辖的一个村。总面积11.60平方公里，总人口499，人口密度43.0人/平方公里（2011年1月1日）。